# Laurocerasus myrtifolia
Laurocerasus myrtifolia là loài thực vật có hoa trong họ Hoa hồng. Loài này được (L.) Britton mô tả khoa học đầu tiên năm 1908.